# TT17
| i | mn · n | V30 |

| i | mn · n | V30 |

TT17 (Theban Tomb 17) è la sigla che identifica una delle Tombe dei Nobili ubicate nell’area della cosiddetta Necropoli Tebana, sulla sponda occidentale del Nilo dinanzi alla città di Luxor, in Egitto. Destinata a sepolture di nobili e funzionari connessi alle case regnanti, specie del Nuovo Regno, l'area venne sfruttata, come necropoli, fin dall'Antico Regno e, successivamente, sino al periodo Saitico (con la XXVI dinastia) e Tolemaico.

## Titolare
TT17 Era la tomba di:
| Titolare | Titolo                 | Necropoli       | Dinastia/Periodo                  | Note                                                                   |
| -------- | ---------------------- | --------------- | --------------------------------- | ---------------------------------------------------------------------- |
| Nebamon  | Scriba e medico del re | Dra Abu el-Naga | XVIII dinastia (Amenhotep II) (?) | sulla collina a circa 140 m sopra il deposito, a nord-ovest della TT16 |

## Biografia
Nebamon, medico reale e scriba, fu figlio di Nebseny, giudice. Il nome della consorte, non completamente preservato, è stato interpretato come Ta[..]nefer.

## La tomba
La tomba, che presenta vivide scene di vita anche privata, ricalca lo stile tipico del periodo a "T" rovesciata. Ad un ingresso, in cui la decorazione parietale rappresenta il defunto in offertorio agli dei Anubi e Amon nonché allo stesso defunto e alla consorte, sotto il cui sedile un cane mangia frutta e cipolle, recate da un uomo (il figlio?). In altre scene il defunto offre, portate da piccole fanciulle, specchi e piccoli contenitori di kohl ai suoi genitori in presenza di musicisti tra cui un'arpista e un suonatore di liuto. Poco oltre, il defunto, con un assistente, sovrintende al riempimento di contenitori di grano e alla loro pesatura mentre giovani donne gli offrono del vino ed altre sono intente a cuocere cibi in un forno e a fabbricare la birra.
Un altro breve corridoio conduce a una camera in cui le rappresentazioni parietali concernono scene di offertorio del defunto e della consorte agli dei Anubi e Osiride; sono inoltre presenti inni dedicati a Ra, scene del corteo funebre e del pellegrinaggio ad Abido nonché processioni funerarie e offertori in presenza della mummia.

### Annotazioni
1. ↑  La prima numerazione delle tombe, dalla numero 1 alla 253, risale al 1913 con l’edizione del "Topographical Catalogue of the Private Tombs of Thebes" di Alan Gardiner e Arthur Weigall. Le tombe erano numerate in ordine di scoperta e non geografico; ugualmente in ordine cronologico di scoperta sono le tombe dalla 253 in poi.
2. ↑  I campi della Duat, ovvero l'aldilà egizio, si trovavano, secondo le credenze, proprio sulla riva occidentale del grande fiume.
3. ↑  Nella sua epoca di utilizzo, l'area era nota come "Quella di fronte al suo Signore" (con riferimento alla riva orientale, dove si trovavano le strutture dei Palazzi di residenza dei re e i templi dei principali dei) o, più semplicemente, "Occidente di Tebe".
4. ↑  le Tombe dei Nobili, benché raggruppate in un'unica area, sono di fatto distribuite su più necropoli distinte.
5. ↑  Le note, sovente di inquadramento topografico della tomba, sono tratte dal "Topographical Catalogue" di Gardiner e Weigall, ed. 1913 e fanno perciò riferimento alla situazione dell'epoca.

### Fonti
1. 1 2  Porter e Moss 1927,  p. 29.
2. ↑  Gardiner e Weigall 1913.
3. ↑  Donadoni 1999,  p. 115.
4. ↑  Porter e Moss 1927,  pp. 29-31.